# Glashut

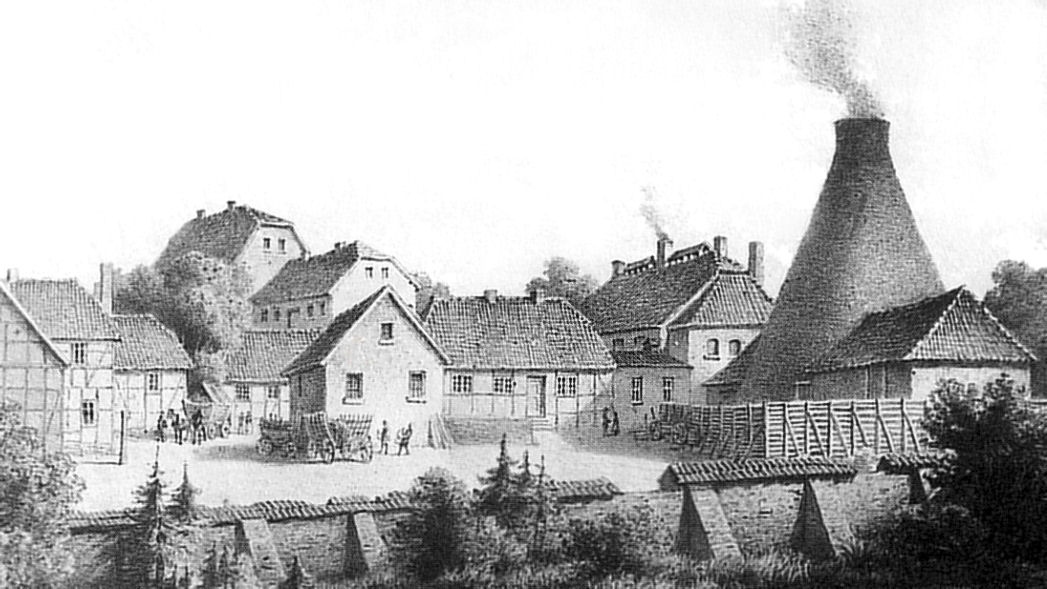
Glashut met glashuttoren in de buurt van Hannover, 1860.

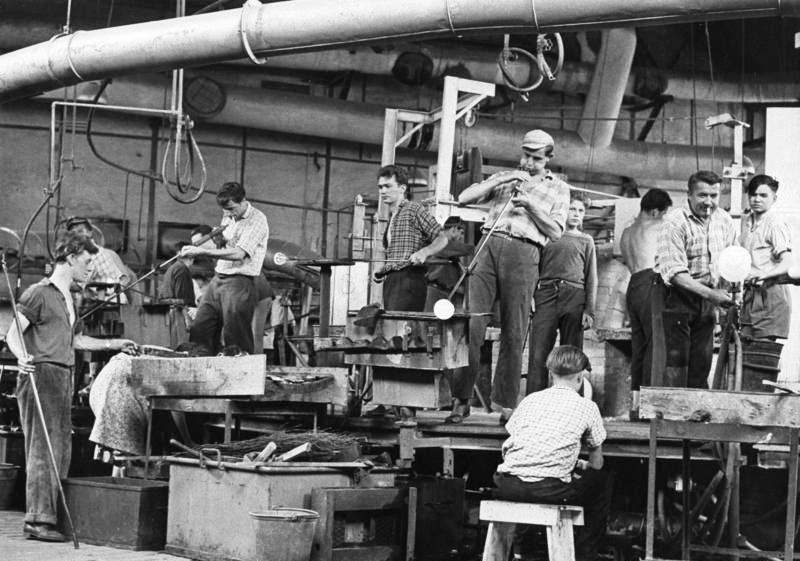
Werk in een glashut in 1960.

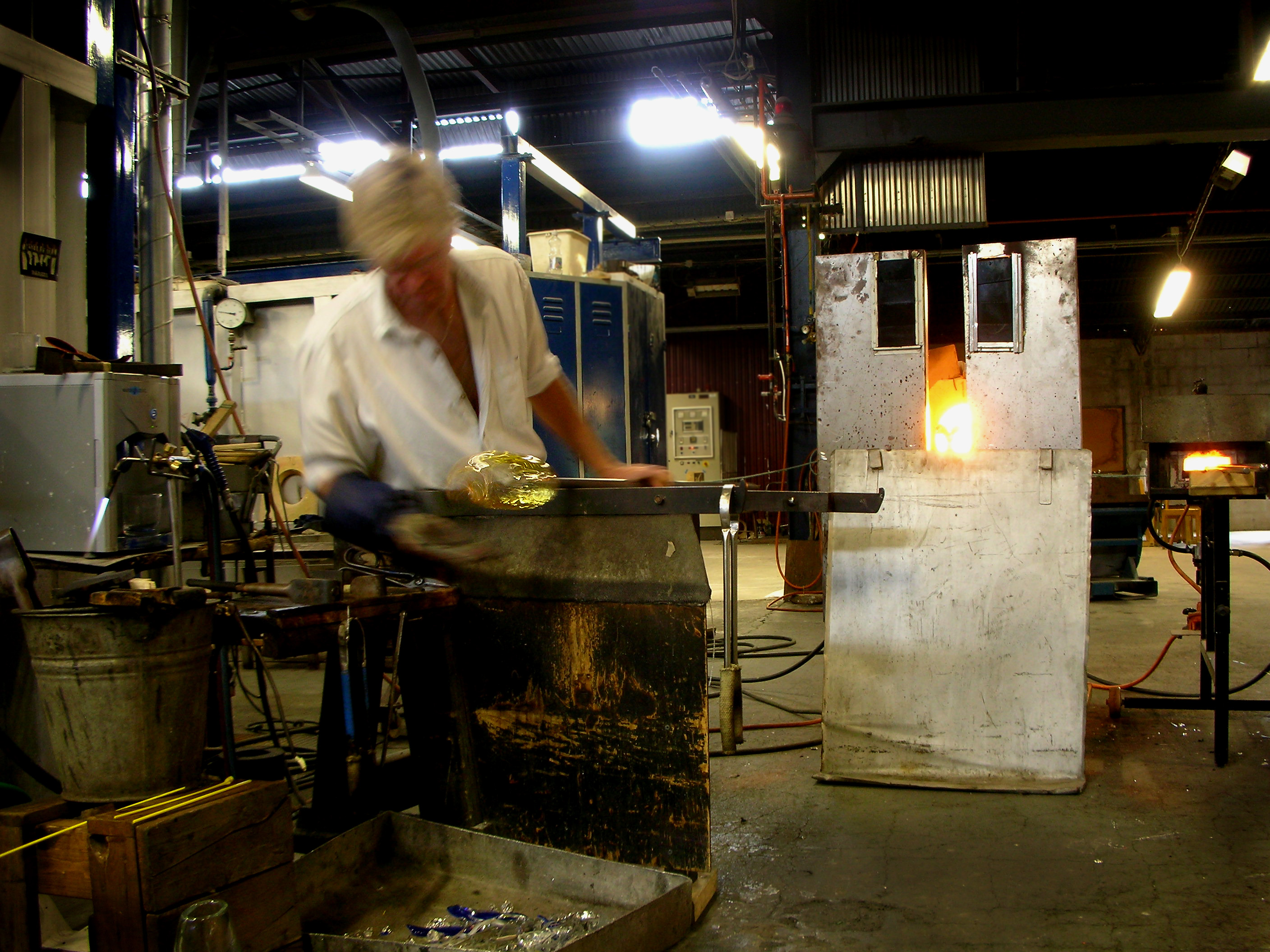
Glaswerker in Zweden.

Een glashut (Duits: Glashütte) is de voorloper van de glasfabriek. 
Glashutten bevonden zich aanvankelijk in bosgebieden, aangezien de toen voor de glasfabricage benodigde potas veel hout vergde. Het stoken van de ovens vergde eveneens veel hout. Men sprak daartoe van Waldglashütten. Deze oorspronkelijke glashutten verplaatsten zich als de houtvoorraad in de directe omgeving uitgeput raakte. Deze glashutten vervaardigden weliswaar het glas, maar het werd in afzonderlijke werkplaatsen bewerkt.

## Geschiedenis
Hoewel reeds in het oude Egypte de glasfabricage bekend was uit de 13e eeuw v.Chr., kwamen de glashutten pas omstreeks de Middeleeuwen in Europa in zwang. Omstreeks de 17e eeuw kwamen echte glasfabrieken op die, hoewel nu aan een vaste plaats gebonden, aanvankelijk glashutten genoemd werden. Ook glasblazerijen werden aanvankelijk glashut genoemd.
Het gebruik van soda in plaats van potas en de overgang van hout op steenkool en cokes hebben de afhankelijkheid der glasindustrie van de bossen doen verdwijnen. Geleidelijk is de naam glashut in onbruik geraakt en vervangen door de naam: glasfabriek.

### Glashutten in België
Glashutten konden onder meer ontstaan in de uitgestrekte bossen van de Ardennen. De eerstvermelde glasoven stamt uit 1421 en bevond zich nabij Namen. In 1438 kwam er een glashut te Leernes. Deze werd door de uit Venetië afkomstige Jean de Colnet gesticht. Men kent daar nog de Chemin du four à verre (glasovenweg). In de 16e eeuw kwam de glasnijverheid tot bloei en er bestonden 12 glashutten, langs de Maas, tussen Maas en Samber en in de bossen van Brabant. De keuze van de plaats was afhankelijk van de aanvoer van de grondstoffen zand en hout.
De overgang van hout als brandstof op steenkool vond plaats in 1643 door Thiry Lambotte bij Namen. De steenkool werd gedolven nabij Charleroi. In 1688 kreeg Abraham Thévart octrooi van Lodewijk XIV voor het vervaardigen van spiegelglas. De Belgische glasindustrie concentreerde zich nu in het Bekken van Charleroi, waar zich in 1764 21 glasblazerijen bevonden. Het zand kwam uit de groeven van Junet, de vuurvaste klei voor de ovens uit Bouffioux en de houtskool uit de omgeving van Luik. Omstreeks 1800 begon de industriële ontwikkeling.

### Glashutten in Nederland
Ook in Nederland werden dergelijke fabrieken opgericht die vooral flessen en dergelijke vervaardigden. Ze werden aanvankelijk door Duitse vaklieden gesticht en bedreven en men vond ze met name in het huidige Zuid-Holland, waar ze onder meer toeleverancier waren voor de jeneverindustrie. De eerst bekende glasmakerij in Nederland dateert van 1581 te Middelburg. In de 17e en 18e eeuw bestonden er wel 50 glashutten waarvan er omstreeks 1800 nog maar 5 over waren. In 1614 startte Clars Janss Wytmans te 's-Hertogenbosch met de fabricage van venster ende huysgelas. Van 1689-1711 bestond te Zutphen een glashuis, dat eigendom was van Symony de Tournay. De eerste echte Nederlandse vensterglasfabriek dateert van 1836.